# Pouillé (Loir y Cher)
 Pouillé  es una población y comuna francesa, en la región de Centro, departamento de Loir y Cher, en el distrito de Romorantin-Lanthenay y cantón de Saint-Aignan.

## Demografía
| 626 | 602 | 635 | 657 | 720 | 754 | 791 |
| Para los censos de 1962 a 1999 la población legal corresponde a la población sin duplicidades (Fuente: INSEE [Consultar]) |     |     |     |     |     |     |